# Post-punk
Post-punk là một loại nhạc rock xuất phát từ làn sóng punk rock của thập niên 1970. Thuật ngữ này dùng để chỉ loại nhạc lấy ảnh cảm hứng từ các yếu tố của punk, song vượt qua biên giới âm nhạc, chủ đề, và thiên kiến của nó.
Những đặc điển phổ biến của post-punk là loại bỏ những nét mỹ học được xem là thuộc về traditionalism (chủ nghĩa truyền thống), hegemonic, hoặc rockism, tạo điều kiện cho sự thử nghiệm với các kỹ thuật sản xuất và những phong cách phi rock như dub, electronic, disco, và avant-garde; áp dụng những ý tưởng từ nghệ thuật hiện đại, văn học, chính trị, và lý thuyết phê bình vào âm nhạc và bối cảnh văn hóa đại chúng.
Những nghệ sĩ post-punk thời kì đầu gồm Siouxsie and the Banshees, Public Image Ltd, Joy Division, Pere Ubu, Gang of Four, Devo, Killing Joke và Talking Heads.

## Ảnh hưởng
Post-punk giúp phát triển nhiều thể loại âm nhạc, gồm new wave, dance-rock, nhạc industrial, synthpop, post-hardcore, neo-psychedelia, alternative rock, và house. Những ban nhạc như Joy Division, Siouxsie and the Banshees, Bauhaus và the Cure chơi một phong cách đen tối và sầu muộn hơn của post-punk dẫn đến sự ra đời của gothic rock.
Post-punk được xem là nguồn gốc hình thành của nhóm văn hoá Goth.

### Post-punk revival
Khởi đầu thế kỷ 21, post-punk revival phát triển trong giới nhạc alternative và indie rock Anh và Mỹ, và nhanh chóng xuất hiện tại các quốc gia khác. Dấu hiện đầu tiên của cuộc revival (phục hồi) này hiện diện trong các nhóm nhạc ngầm giữa thập niên 90. Tuy nhiên, những ban nhạc thành công mại đầu tiên – the Strokes, Franz Ferdinand, Interpol, Neils Children và Editors – xuất hiện vào cuối thập niên 1990 - đầu 2000. Thêm vào đó, vài nhóm post-punk tương tự Joy Division và the Cure bất đầu nổi lên đầu thập niên 2010, gồm Cold Cave, She Wants Revenge, the Soft Moon, She Past Away và Light Asylum, những nhóm này cũng gắn liền với darkwave revival.